# Isaac P. Witz

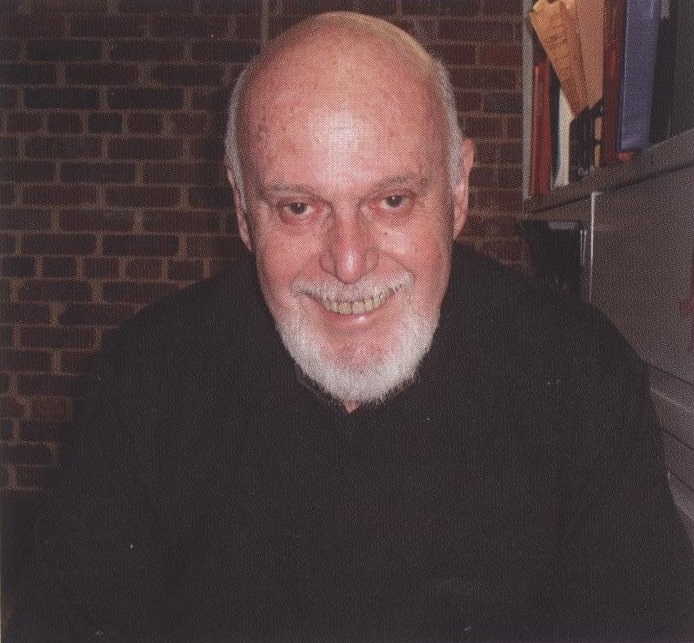
Isaac Witz, 2017

Isaac Peter Witz (hebräisch יצחק פטר וִיץ; geboren am 7. November 1934 in Wien) ist ein israelischer Immunologe und Krebsforscher. Er ist bekannt für seine Beiträge zur Aufklärung der Bedeutung der Tumormikroumgebung (tumor microenvironment, TME) für Wachstum und Ausbreitung von Tumoren.

## Leben und Wirken
1939 floh Witz’ Familie vor dem NS-Regime durch Emigration in das Mandatsgebiet Palästina. Isaak Witz besuchte Schulen in Jerusalem. Von 1952 bis 1960 leistete er Militärdienst in den Israelischen Verteidigungsstreitkräften und wurde im Range eines Lieutenant in die Reserve entlassen. Ab 1954 konnte Witz aber studieren, nur unterbrochen von einem Einsatz während der Suezkrise 1956.
Isaak Witz erwarb an der Hebräischen Universität Jerusalem 1959 einen Master in Mikrobiologie, Biochemie und Parasitologie, 1965 einen Ph.D. in Immunologie und Krebsforschung. Als Postdoktorand arbeitete er am Roswell Park Memorial Institute in Buffalo, New York. 1968 erhielt er eine erste Anstellung als Lecturer für Immunologie an der Universität Tel Aviv, wo er bis 1975 zu einer ordentlichen Professur aufstieg. Zahlreiche Gastprofessuren und Forschungsaufenthalte führten ihn in die Vereinigten Staaten, nach Schweden, Frankreich und Österreich. 2003 wurde er emeritiert.
Er ist (Stand 2024) emeritierter Professor der Universität Tel Aviv und Leiter des Laboratory of Tumor Microenvironment & Metastasis Research an der dortigen Fakultät für Lebenswissenschaften.
Witz hat laut Google Scholar einen h-Index von 43, laut Datenbank Scopus einen von 36 (jeweils Stand Oktober 2024). 2018 erhielt er ein Ehrendoktorat der Universität Wien. 2023 wurde er mit dem Szent-Györgyi Prize ausgezeichnet.
Isaak Witz ist seit 1959 mit Chava Shneidowitz verheiratet. Das Paar hat zwei Töchter.